# بخش تربودا
بخش تربودا (به سوئدی: Töreboda Municipality) یک ناحیه شهری در سوئد است که در استان وسترا گوتلاند واقع شده‌است.